# 701 Oriola
701 Oriola

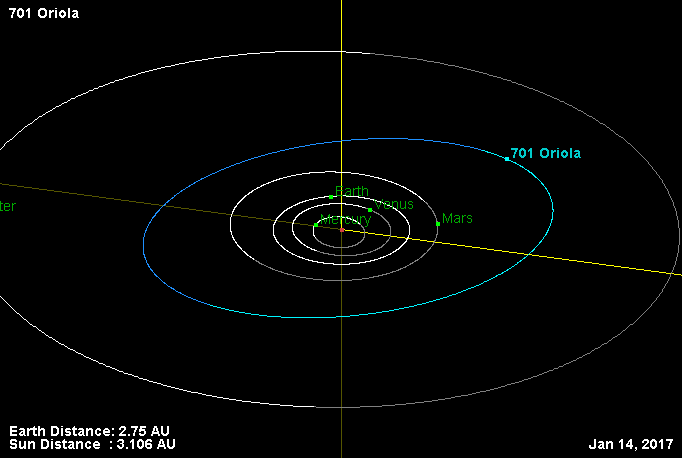
Quỹ đạo của 701 Oriola và vị trí của nó vào ngày 14/7/2017

701 Oriola là một tiểu hành tinh ở vành đai chính. Nó được J. Helffrich phát hiện ngày 12.7.1910 ở Heidelberg, và được đặt theo tên khoa học của chim vàng anh (Oriolus oriolus)